# Lisaine

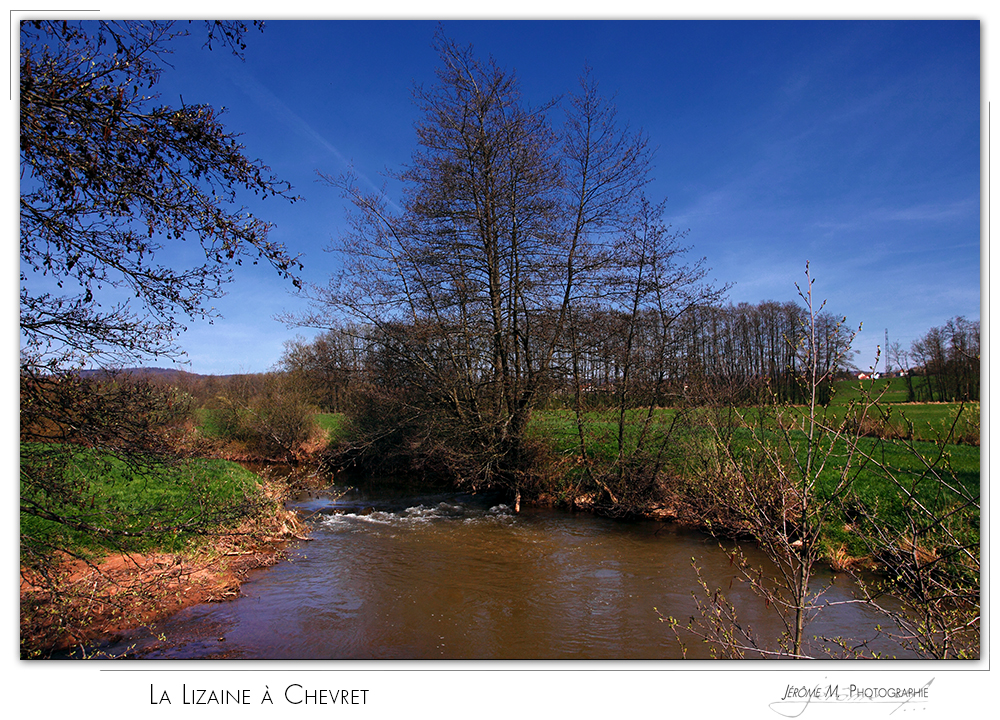
Lisaine

Lisaine är en fransk flod, biflod till Aube.
Lisaine rinner från Vogeserna omkring 10 kilometer väster om Belfort och förenar sig vid Montbéliard med Allaine. Vid floden utspelade sig slaget vid Lisaine under tysk-franska kriget 15-17 januari 1871.